# West Hendon
West Hendon – dzielnica Londynu, leżąca w gminie London Borough of Barnet. W 2011 dzielnica liczyła 17 402 mieszkańców.